# Västerås filmfestival
Västerås filmfestival (VFF) är en internationell filmfestival som hålls under hösten varje år sedan 2015.
Festivalen hölls första gången 2015, med filmaren och kulturentreprenören Carlos Morén som initiativtagare och festivalgeneral. Syftet med festivalen angavs som "att stärka intresset för kvalitetsfilm och produktion av regional, nationell och internationell film. Prisutdelning sker i flera kategorier.
Festivalen har sedan starten expanderat, och 2018 utökade Västerås filmfestival med en utställning om Ingmar Bergman samt hade sin prisutdelning på Aros Congress Center i Västerås. Nya priser tillkom, som årets publikfilm 2018. Även fler workshop och föreläsningar tillkom.

## Priser

### 2015
| Kategori                                     | År   | Datum | Titel               | Pristagare                                | Land       | Notering            |
| -------------------------------------------- | ---- | ----- | ------------------- | ----------------------------------------- | ---------- | ------------------- |
| Bästa internationella dokumentär             | 2015 | Nov   | Mr. Joe Lives Alone | Daneeta Jackson, Patrick Jackson          | USA        | Instiftat pris 2015 |
| Bästa internationella kortfilm               | 2015 | Nov   | Game of Life        | Agnès Vialleton                           | Frankrike  | Instiftat pris 2015 |
| Bästa internationella animation              | 2015 | Nov   | Golden Shot         | Gökalp Gönen                              | Turkiet    | Instiftat pris 2015 |
| Bästa internationella 1-minutfilm            | 2015 | Nov   | Water Cycle         | Ciril Mlinar Cic                          | Slovenien  | Instiftat pris 2015 |
| Bästa internationella regi                   | 2015 | Nov   | Zero                | David Victori                             | Spanien    | Instiftat pris 2015 |
| Bästa internationella kvinnliga skådespelare | 2015 | Nov   | Airgirl             | Arielle Thomas                            | Australien | Instiftat pris 2015 |
| Bästa internationella manliga skådespelare   | 2015 | Nov   | The Anklet          | Benoit Thiebault                          | Frankrike  | Instiftat pris 2015 |
| Bästa internationella fotografi              | 2015 | Nov   | Good Year           | Yuichi Nagata                             | Japan      | Instiftat pris 2015 |
| Bästa internationella manus                  | 2015 | Nov   | En Route            | Xu Zhang                                  | USA        | Instiftat pris 2015 |
| Bästa internationella ljud                   | 2015 | Nov   | The Red Thunder     | Guillermo Marin                           | USA        | Instiftat pris 2015 |
| Regionpriset                                 | 2015 | Nov   | Kryssningsmannen    | Linn Tinnerholm, Mary Atim, Simon Fältsjö | Sverige    | Instiftat pris 2015 |
| Talangpriset                                 | 2015 | Nov   | The Egoist          | Emil Torneryd, Oscar Bergman              | Sverige    | Instiftat pris 2015 |

### 2016
| Kategori                                     | År   | Datum | Titel                                   | Pristagare                        | Land      | Notering              |
| -------------------------------------------- | ---- | ----- | --------------------------------------- | --------------------------------- | --------- | --------------------- |
| Bästa internationella långfilm               | 2016 | Sep   | Blockbuster – A Life in Moving Pictures | Vlado Priborsky                   | Österrike | Nyinstiftat pris 2016 |
| Bästa internationella kortfilm               | 2016 | Sep   | 90 Degrees North                        | Detsky Graffam                    | Tyskland  | VFF-event             |
| Bästa internationella dokumentär             | 2016 | Sep   | Along the Ice                           | Joris Favraud                     | Frankrike | VFF-event             |
| Bästa internationella 1-minutfilm            | 2016 | Sep   | Se upp för tåg                          | Markus Helmersson                 | Sverige   | VFF-event             |
| Bästa internationella manus                  | 2016 | Sep   | Show Business                           | Alexander Tovar                   | USA       | VFF-event             |
| Bästa internationella regi                   | 2016 | Sep   | Autumn Fall                             | Jan Vardoen                       | Norge     | VFF-event             |
| Bästa internationella fotografi              | 2016 | Sep   | Lurking in the Shadows                  | Tristan Tortuyaux                 | Frankrike | VFF-event             |
| Bästa internationella kvinnliga skådespelare | 2016 | Sep   | Sisters-Share Everything                | Winnie Böwe                       | Tyskland  | VFF-event             |
| Bästa internationella manliga skådespelare   | 2016 | Sep   | Mother                                  | Jakub Kotynski                    | Polen     | VFF-event             |
| Bästa nationella dokumentär                  | 2016 | Sep   | De Blev Våra Mödrar                     | Roland Persson                    | Sverige   | Nyinstiftat pris 2016 |
| Bästa nationella kortfilm                    | 2016 | Sep   | Bröder i midnattssol                    | Lars Persson                      | Sverige   | Nyinstiftat pris 2016 |
| Bästa nationella regi                        | 2016 | Sep   | Svart Kung                              | Ronnie Brolin                     | Sverige   | Nyinstiftat pris 2016 |
| Bästa nationella kvinnliga skådespelare      | 2016 | Sep   | Höstmåne                                | Åsa Älmeby Thorne                 | Sverige   | Nyinstiftat pris 2016 |
| Bästa nationella manliga skådespelare        | 2016 | Sep   | Höstmåne                                | Thomas Hedengran                  | Sverige   | Nyinstiftat pris 2016 |
| Årets hederspris 2016                        | 2016 | Sep   | Specialpris                             | Lennart Jähkel                    | Sverige   | Nyinstiftat pris 2016 |
| Årets regionpris 2016                        | 2016 | Sep   | Specialpris                             | Marcus Holmqvist, David Billström | Sverige   | VFF-event             |
| Årets stjärnskott 2016                       | 2016 | Sep   | Specialpris                             | Matilda Tjerneld                  | Sverige   | Nystiftat pris 2016   |
| Årets barnskådespelare 2016                  | 2016 | Sep   | Specialpris                             | André Persson Gintner             | Sverige   | Nystiftat pris 2016   |
| Årets talangpriset 2016                      | 2016 | Sep   | Specialpris                             | Charlie Filmberg                  | Sverige   | VFF-event             |

### 2017
| Kategori                                     | År   | Datum | Titel                             | Pristagare                      | Land           | Notering                 |
| -------------------------------------------- | ---- | ----- | --------------------------------- | ------------------------------- | -------------- | ------------------------ |
| Bästa internationella långfilm               | 2017 | Sep   | Wilderness                        | Neil Fox, Justin Doherty        | Storbritannien | VFF-event                |
| Bästa internationella kortfilm               | 2017 | Sep   | Margherita                        | Lorenzo Iannello                | Italien        | VFF-event                |
| Bästa internationella dokumentär             | 2017 | Sep   | Standing with Standing Rock       | Bob Yothers                     | Nederländerna  | VFF-event                |
| Bästa internationella 1-minutfilm            | 2017 | Sep   | Decay                             | Matilda Wikingson               | Sverige        | VFF-event                |
| Bästa internationella animering              | 2017 | Sep   | Below 0°                          | Itai Hagage                     | Costa Rica     | Åter instiftat pris 2017 |
| Bästa internationella manus                  | 2017 | Sep   | Wilderness                        | Neil Fox                        | Storbritannien | VFF-event                |
| Bästa internationella regi                   | 2017 | Sep   | Wilderness                        | Justin Doherty                  | Storbritannien | VFF-event                |
| Bästa internationella fotografi              | 2017 | Sep   | The Albino's Trees                | Masakazu Kaneko                 | Japan          | VFF-event                |
| Bästa internationella kvinnliga skådespelare | 2017 | Sep   | I did her wrong                   | Catalina Lavalle                | USA            | VFF-event                |
| Bästa internationella manliga skådespelare   | 2017 | Sep   | In the Desert                     | Tony Plana                      | USA            | VFF-event                |
| Bästa nordiska långfilm                      | 2017 | Sep   | Vykort Från Petrokemin            | Simon Borka Gunnarsson          | Sverige        | Nystiftat pris 2017      |
| Bästa nationella dokumentär                  | 2017 | Sep   | A Farmer’s Poetry                 | Roland Persson                  | Sverige        | VFF-event                |
| Bästa nationella kortfilm                    | 2017 | Sep   | Allting Föreställer, Ingenting Är | Johan Skantze                   | Sverige        | VFF-event                |
| Bästa nationella regi                        | 2017 | Sep   | Vykort Från Petrokemi             | Simon Borka Gunnarsson          | Sverige        | VFF-event                |
| Bästa nationella manus                       | 2017 | Sep   | En Flickas Hämnd                  | Max Marklund                    | Sverige        | VFF-event                |
| Bästa nationella fotografi                   | 2017 | Sep   | En Flickas Hämnd                  | Anders Jacobsson                | Sverige        | VFF-event                |
| Bästa nationella kvinnliga skådespelare      | 2017 | Sep   | Allting Föreställer, Ingenting Är | Amy Mattsson                    | Sverige        | VFF-event                |
| Bästa nationella manliga skådespelare        | 2017 | Sep   | Vykort Från Petrokemin            | Lars Väringer                   | Sverige        | VFF-event                |
| Årets hederspris 2017                        | 2017 | Sep   | Specialpris                       | Maria Lundqvist                 | Sverige        | VFF-event                |
| Årets regionpris 2017                        | 2017 | Sep   | Specialpris                       | Robin Widell                    | Sverige        | VFF-event                |
| Årets stjärnskott 2017                       | 2017 | Sep   | Specialpris                       | Malte Myrenberg Gårdinger       | Sverige        | VFF-event                |
| Årets barnskådespelare 2017                  | 2017 | Sep   | Specialpris                       | Thea Karmgård, Linnéa Lundström | Sverige        | VFF-event                |
| Årets talangpriset 2017                      | 2017 | Sep   | Specialpris                       | Fredrik Hellqvist               | Sverige        | VFF-event                |

### 2018
| Kategori                                     | År   | Datum | Titel                          | Pristagare                                  | Land      | Notering            |
| -------------------------------------------- | ---- | ----- | ------------------------------ | ------------------------------------------- | --------- | ------------------- |
| Bästa internationella långfilm               | 2018 | Okt   | Goliath                        | Dominik Locher                              | Schweiz   | VFF-event           |
| Bästa internationella kortfilm               | 2018 | Okt   | The Nine Billion Names of God  | Dominique Filhol                            | Frankrike | VFF-event           |
| Bästa internationella dokumentär             | 2018 | Okt   | Claudio Fasoli's Innersounds   | Angelo Poli                                 | Italien   | VFF-event           |
| Bästa internationella 1-minutfilm            | 2018 | Okt   | Memory of our Peers            | Brice Veneziano                             | Frankrike | VFF-event           |
| Bästa internationella animering              | 2018 | Okt   | The Robot Butler               | Jens Broström                               | Sverige   | VFF-event           |
| Bästa internationella manus                  | 2018 | Okt   | Goliath                        | Dominik Locher                              | Schweiz   | VFF-event           |
| Bästa internationella regi                   | 2018 | Okt   | Goliath                        | Dominik Locher                              | Schweiz   | VFF-event           |
| Bästa internationella fotografi              | 2018 | Okt   | The Nine Billion Names of God  | Athys de Galzain                            | Frankrike | VFF-event           |
| Bästa internationella kvinnliga skådespelare | 2018 | Okt   | The Forest                     | Natalya Rychkova                            | Ryssland  | VFF-event           |
| Bästa internationella manliga skådespelare   | 2018 | Okt   | Goliath                        | Sven Schelker                               | Schweiz   | VFF-event           |
| Bästa nordiska långfilm                      | 2018 | Okt   | Bride Price VS Democracy       | Reza Rahimi                                 | Sverige   | VFF-event           |
| Bästa nationella dokumentär                  | 2018 | Okt   | The Rocking Barber of Hisingen | Tomas Haglund                               | Sverige   | VFF-event           |
| Bästa nationella kortfilm                    | 2018 | Sep   | Dreamlife                      | Anna Mercedes Bergion                       | Sverige   | VFF-event           |
| Bästa nationella regi                        | 2018 | Okt   | Bride Price VS Democracy       | Reza Rahimi                                 | Sverige   | VFF-event           |
| Bästa nationella manus                       | 2018 | Okt   | Bride Price VS Democracy       | Reza Rahimi, Amir Abbas Payam               | Sverige   | VFF-event           |
| Bästa nationella fotografi                   | 2018 | Okt   | Eisodus                        | Axel Adolfsson, Troels Rosenkrantz Andersen | Sverige   | VFF-event           |
| Bästa nationella kvinnliga skådespelare      | 2018 | Okt   | Dreamlife                      | Michaela Berner                             | Sverige   | VFF-event           |
| Bästa nationella manliga skådespelare        | 2018 | Okt   | Bride Price VS Democracy       | Ashkan Ghods                                | Sverige   | VFF-event           |
| Årets hederspris 2018                        | 2018 | Okt   | Specialpris                    | Rolf Lassgård                               | Sverige   | VFF-event           |
| Årets regionpris 2018                        | 2018 | Okt   | Specialpris                    | Jamshed Khan                                | Sverige   | VFF-event           |
| Årets stjärnskott 2018                       | 2018 | Okt   | Specialpris                    | Emil Algpeus                                | Sverige   | VFF-event           |
| Årets barnskådespelare 2018                  | 2018 | Okt   | Specialpris                    | Nike Ringqvist                              | Sverige   | VFF-event           |
| Årets talangpriset 2018                      | 2018 | Okt   | Specialpris                    | Erik Kammerland                             | Sverige   | VFF-event           |
| Årets publikpris 2018                        | 2018 | Okt   | Specialpris                    | Trädgårdsgatan                              | Sverige   | Nystiftat pris 2018 |

### 2019
| Kategori                                     | År   | Datum | Titel                         | Pristagare                     | Land           | Notering  |
| -------------------------------------------- | ---- | ----- | ----------------------------- | ------------------------------ | -------------- | --------- |
| Bästa internationella långfilm               | 2019 | Okt   | A Picture with Yuki           | Lachezar Avramov               | Bulgarien      | VFF-event |
| Bästa internationella kortfilm               | 2019 | Okt   | Amaro                         | Fabian Döring                  | Tyskland       | VFF-event |
| Bästa internationella dokumentär             | 2019 | Okt   | Servais                       | Rudy Pinceel                   | Belgien        | VFF-event |
| Bästa internationella 1-minutfilm            | 2019 | Okt   | I Just Need Love              | Jake J Meniani                 | Storbritannien | VFF-event |
| Bästa internationella animering              | 2019 | Okt   | The Tree of Poison            | Andrey Fedorov                 | Ryssland       | VFF-event |
| Bästa internationella manus                  | 2019 | Okt   | A Picture with Yuki           | Dimitar Stoyanovich            | Bulgarien      | VFF-event |
| Bästa internationella regi                   | 2019 | Okt   | A Picture with Yuki           | Lachezar Avramov               | Bulgarien      | VFF-event |
| Bästa internationella fotografi              | 2019 | Okt   | Two Times You                 | Beto Casillas                  | Mexiko         | VFF-event |
| Bästa internationella kvinnliga skådespelare | 2019 | Okt   | No News                       | Silvia Espigado                | Spanien        | VFF-event |
| Bästa internationella manliga skådespelare   | 2019 | Okt   | Dream State                   | Karim Theilgaard               | Danmark        | VFF-event |
| Bästa internationella musikvideo             | 2019 | Okt   | “Imagination” av Jordan Corey | Roth Rind                      | USA            | VFF-event |
| Bästa nordiska långfilm                      | 2019 | Okt   | Lantisar                      | Malin Dahl                     | Sverige        | VFF-event |
| Bästa nationella dokumentär                  | 2019 | Okt   | Kindertransports to Sweden    | Gülseren Sengezer              | Sverige        | VFF-event |
| Bästa nationella kortfilm                    | 2019 | Okt   | Cancel                        | Sebastian Johansson Micci      | Sverige        | VFF-event |
| Bästa nationella regi                        | 2019 | Okt   | Lantisar                      | Malin Dahl                     | Sverige        | VFF-event |
| Bästa nationella manus                       | 2019 | Okt   | Bunden                        | Göran Parkrud                  | Sverige        | VFF-event |
| Bästa nationella fotografi                   | 2019 | Okt   | Finding Alice                 | Iga Mikler                     | Sverige        | VFF-event |
| Bästa nationella kvinnliga skådespelare      | 2019 | Okt   | Bunden                        | Susanna Helldén                | Sverige        | VFF-event |
| Bästa nationella manliga skådespelare        | 2019 | Okt   | Lantisar                      | Peter Sjöquist                 | Sverige        | VFF-event |
| Årets hederspris 2019                        | 2019 | Okt   | Specialpris                   | Helena Bergström, Colin Nutley | Sverige        | VFF-event |
| Årets regionpris 2019                        | 2019 | Okt   | Specialpris                   | Robert Reinholdsson            | Sverige        | VFF-event |
| Årets stjärnskott 2019                       | 2019 | Okt   | Specialpris                   | Therese Eriksson               | Sverige        | VFF-event |
| Årets barnskådespelare 2019                  | 2019 | Okt   | Specialpris                   | Miranda Grassman               | Sverige        | VFF-event |
| Årets talangpriset 2019                      | 2019 | Okt   | Specialpris                   | Sune Eskelinen                 | Sverige        | VFF-event |

### 2021
| Kategori                                               | År   | Datum | Titel                                     | Pristagare                                                                            | Land           | Notering  |
| ------------------------------------------------------ | ---- | ----- | ----------------------------------------- | ------------------------------------------------------------------------------------- | -------------- | --------- |
| Bästa nordiska kortfilm                                | 2021 | Okt   | Mannen som inte ville gråta               | Emil T. Jonsson, Björn Boström                                                        | Sverige        | VFF-event |
| Bästa nordiska manus, kortfilm                         | 2021 | Okt   | Mannen som inte ville gråta               | Björn Boström                                                                         | Sverige        | VFF-event |
| Bästa nordiska regissör, kortfilm                      | 2021 | Okt   | Jag är pedofil                            | Johanna Ställberg                                                                     | Sverige        | VFF-event |
| Bästa nordiska cinematografi, kortfilm                 | 2021 | Okt   | Tack för att du väntar                    | Anders Jacobsson                                                                      | Sverige        | VFF-event |
| Bästa nordiska kvinnliga skådespelare, kortfilm        | 2021 | Okt   | Jag är pedofil                            | Annika Hallin                                                                         | Sverige        | VFF-event |
| Bästa nordiska manliga skådespelare, kortfilm          | 2021 | Okt   | Jag är pedofil                            | Olle Sarri                                                                            | Sverige        | VFF-event |
| Bästa nordiska kortdokumentär                          | 2021 | Okt   | Wasteland                                 | Daniel Milton                                                                         | Sverige        | VFF-event |
| Bästa nordiska långdokumentär                          | 2021 | Okt   | Dom kallar oss raggare!                   | Matz Eklund                                                                           | Sverige        | VFF-event |
| Bästa nordiska långfilm                                | 2021 | Okt   | Oslo - København                          | Jan Vardøen                                                                           | Norge          | VFF-event |
| Bästa nordiska manus, långfilm                         | 2021 | Okt   | Oslo - København                          | Jan Vardøen                                                                           | Norge          | VFF-event |
| Bästa nordiska klippning, långfilm                     | 2021 | Okt   | Utan Hud                                  | Lars Bergbom, Christian Johansson                                                     | Sverige        | VFF-event |
| Bästa nordiska regissör, långfilm                      | 2021 | Okt   | Oslo - København                          | Jan Vardøen                                                                           | Norge          | VFF-event |
| Bästa nordiska ljud, långfilm                          | 2021 | Okt   | Victim of Love                            | Peter Seeba                                                                           | Danmark        | VFF-event |
| Bästa nordiska cinematografi, långfilm                 | 2021 | Okt   | Oslo - København                          | John Christian Rosenlund                                                              | Norge          | VFF-event |
| Bästa nordiska manliga skådespelare, långfilm          | 2021 | Okt   | Oslo - København                          | Lars Berge                                                                            | Norge          | VFF-event |
| Bästa nordiska kvinnliga skådespelare, långfilm        | 2021 | Okt   | One Half of Me                            | Olga Temonen                                                                          | Finland        | VFF-event |
| Bästa internationella kortfilm                         | 2021 | Okt   | The Swing                                 | Samara Sagynbaeva                                                                     | Kirgizistan    | VFF-event |
| Bästa internationella manus, kortfilm                  | 2021 | Okt   | The German King                           | Adetokumboh M’Cormack                                                                 | USA            | VFF-event |
| Bästa internationella kvinnliga skådespelare, kortfilm | 2021 | Okt   | GABRIEL                                   | Isabel Ordaz                                                                          | Spanien        | VFF-event |
| Bästa internationella manliga skådespelare, kortfilm   | 2021 | Okt   | The Bare Knuckle Gentlemen                | Doctor Hayes                                                                          | USA            | VFF-event |
| Bästa internationella regissör, kortfilm               | 2021 | Okt   | The Swing                                 | Samara Sagynbaeva                                                                     | Kirgizistan    | VFF-event |
| Bästa internationella cinematografi, kortfilm          | 2021 | Okt   | GABRIEL                                   | Lucas Tucknott                                                                        | Spanien        | VFF-event |
| Bästa internationella 1-minutfilm                      | 2021 | Okt   | Space Oddity                              | Seyhmus Altun                                                                         | Turkiet        | VFF-event |
| Bästa internationella animering                        | 2021 | Okt   | Tobi and the Turbobus                     | Verena Fels                                                                           | Tyskland       | VFF-event |
| Bästa internationella musikvideo                       | 2021 | Okt   | “Johnny and the Devil” av Handsome Johnny | Matty Jorissem                                                                        | Nederländerna  | VFF-event |
| Bästa internationella kortdokumentär                   | 2021 | Okt   | The Caledonian                            | Bruce H. Gill                                                                         | Storbritannien | VFF-event |
| Bästa internationella långdokumentär                   | 2021 | Okt   | Killing the Shepherd                      | Tom Opre                                                                              | USA            | VFF-event |
| Bästa Web/New Media                                    | 2021 | Okt   | Any Creative Form                         | Daniel Fazio                                                                          | Storbritannien | VFF-event |
| Bästa internationella cinematografi, långfilm          | 2021 | Okt   | I am Free                                 | Anna Rozetskaya                                                                       | Ryssland       | VFF-event |
| Bästa internationella kvinnliga skådespelare, långfilm | 2021 | Okt   | The Silent Party                          | Jazmín Stuart                                                                         | Argentina      | VFF-event |
| Bästa internationella manliga skådespelare             | 2021 | Okt   | Next Station: Russia                      | Anton Adasinsky                                                                       | Ryssland       | VFF-event |
| Bästa internationella regissör, långfilm               | 2021 | Okt   | Elsa's Land                               | Julia Kolesnik                                                                        | Ryssland       | VFF-event |
| Bästa internationella manus, långfilm                  | 2021 | Okt   | Elsa's Land                               | Julia Kolesnik, Alexander Rusakov                                                     | Ryssland       | VFF-event |
| Bästa internationella långfilm                         | 2021 | Okt   | Elsa's Land                               | Alexander Kessel, Ruslan Sorokin, Galina Sytsko, Eugeniy Yaschuk, Guillaume De Seille | Ryssland       | VFF-event |
| Årets hederspris 2021                                  | 2021 | Okt   | Specialpris                               | Christina Schollin                                                                    | Sverige        | VFF-event |

### 2022
| Kategori                                               | År   | Datum | Titel                               | Pristagare                                          | Land           | Notering            |
| ------------------------------------------------------ | ---- | ----- | ----------------------------------- | --------------------------------------------------- | -------------- | ------------------- |
| Bästa nordiska kortfilm                                | 2022 | Aug   | Debut                               | Johan Stavsjö                                       | Sverige        | VFF-event           |
| Bästa nordiska manus, kortfilm                         | 2022 | Aug   | Debut                               | Marcus Fahey                                        | Sverige        | VFF-event           |
| Bästa nordiska regissör, kortfilm                      | 2022 | Aug   | Debut                               | Johan Stavsjö                                       | Sverige        | VFF-event           |
| Bästa nordiska cinematografi, kortfilm                 | 2022 | Aug   | Volvo Villa Whisky                  | Mikael J Boson, Per Larsson, Sune Eskelinen         | Sverige        | VFF-event           |
| Bästa nordiska scenografi, kortfilm                    | 2022 | Aug   | The Partisan                        | Nina Rose Markvadsen, Freja Sande, Katrine Langgard | Danmark        | Nystiftat pris 2022 |
| Bästa nordiska klippning, kortfilm                     | 2022 | Aug   | Saga                                | Jakob Åsell                                         | Sverige        | Nystiftat pris 2022 |
| Bästa nordiska ljud, kortfilm                          | 2022 | Aug   | Matilda & William                   | Theresia Billberg                                   | Sverige        | Nystiftat pris 2022 |
| Bästa nordiska kvinnliga skådespelare, kortfilm        | 2022 | Aug   | Volvo Villa Whisky                  | Louise Åkerman                                      | Sverige        | VFF-event           |
| Bästa nordiska manliga skådespelare, kortfilm          | 2022 | Aug   | Naturens Palett                     | Pelle Holmström                                     | Sverige        | VFF-event           |
| Bästa nordiska kortdokumentär                          | 2022 | Aug   | They go gentle into that night work | Soile Mottisenkangas                                | Finland        | VFF-event           |
| Bästa nordiska långdokumentär                          | 2022 | Aug   | Longing for Áhkká                   | Johanna Lindborg                                    | Finland        | VFF-event           |
| Bästa internationella kortfilm                         | 2022 | Aug   | Accomplices                         | Miguel Monteagudo                                   | Spanien        | VFF-event           |
| Bästa internationella manus, kortfilm                  | 2022 | Aug   | Accomplices                         | Rubén Guindo Nova                                   | Spanien        | VFF-event           |
| Bästa internationella kvinnliga skådespelare, kortfilm | 2022 | Aug   | Dora                                | Mireille Roussel                                    | Frankrike      | VFF-event           |
| Bästa internationella manliga skådespelare, kortfilm   | 2022 | Aug   | The Dog                             | Josean Bengoetxea                                   | Spanien        | VFF-event           |
| Bästa internationella regissör, kortfilm               | 2022 | Aug   | Accomplices                         | Rubén Guindo Nova                                   | Spanien        | VFF-event           |
| Bästa internationella cinematografi, kortfilm          | 2022 | Aug   | Dora                                | Sabine Lancelin, Arnaud Alain, Lara Legendre        | Frankrike      | VFF-event           |
| Bästa internationella 1-minutfilm                      | 2022 | Aug   | Road to Hell                        | Donal O’Dea                                         | Irland         | VFF-event           |
| Bästa internationella animering                        | 2022 | Aug   | One Last Wish                       | Galia Osmo                                          | Tyskland       | VFF-event           |
| Bästa internationella musikvideo                       | 2022 | Aug   | “Remember Me” av Marloe.            |                                                     | Storbritannien | VFF-event           |
| Bästa internationella kortdokumentär                   | 2022 | Aug   | I Won't Remain Alone                | Fariba Arab, Yaser Talebi                           | Iran           | VFF-event           |
| Bästa internationella långdokumentär                   | 2022 | Aug   | Wild Prairie Man                    | Carol Andrews, George Tsougrianis                   | Kanada         | VFF-event           |
| Bästa internationella cinematografi, långfilm          | 2022 | Aug   | The Ugly Truth                      | Christoph Wieczorek                                 | Tyskland       | VFF-event           |
| Bästa internationella kvinnliga skådespelare, långfilm | 2022 | Aug   | Shadow                              | Ana Moreira                                         | Portugal       | VFF-event           |
| Bästa internationella manliga skådespelare             | 2022 | Aug   | The Ugly Truth                      | Marcus Grüsser                                      | Tyskland       | VFF-event           |
| Bästa internationella regissör, långfilm               | 2022 | Aug   | Mother of Apostles                  | Zaza Buadze                                         | Ukraina        | VFF-event           |
| Bästa internationella manus, långfilm                  | 2022 | Aug   | Mother of Apostles                  | Ratha Makeenkova, Zaza Buadze                       | Ukraina        | VFF-event           |
| Bästa internationella långfilm                         | 2022 | Aug   | Mother of Apostles                  | Dmytro Ovechkin                                     | Ukraina        | VFF-event           |

#### Filmskolpriset
| Kategori                      | År   | Datum | Titel                       | Pristagare           | Land    | Notering            |
| ----------------------------- | ---- | ----- | --------------------------- | -------------------- | ------- | ------------------- |
| Filmskolpriset 1-10 min Film  | 2022 | Aug   | Bruce                       | Stockholms Filmskola | Sverige | Nystiftat pris 2022 |
| Filmskolpriset 10-20 min Film | 2022 | Aug   | Queen                       | NSKI Høyskole        | Norge   | Nystiftat pris 2022 |
| Filmskolpriset 20-30 min film | 2022 | Aug   | The Dreams Of Lonely People | Warsaw Film School   | Polen   | Nystiftat pris 2022 |

#### Specialpriser
| Kategori                   | År   | Datum | Titel              | Pristagare                                      | Land     | Notering            |
| -------------------------- | ---- | ----- | ------------------ | ----------------------------------------------- | -------- | ------------------- |
| Nordiskt utsatthetspris    | 2022 | Aug   | I Wanted a Family  | Irene Altagracia Perez Lopez, Linn Moser Hällen | Sverige  | Nystiftat pris 2022 |
| Bästa Artistiska film      | 2022 | Aug   | Living in a Bubble | Natalie MacMahon, Nikola Drvoshanov             | Tyskland | VFF-event           |
| Barn- och ungdomstävlingen | 2022 | Aug   | Rädda Jorden       | Saga Reinholdsson                               | Sverige  | VFF-event           |

### 2023
| Kategori                                      | Titel                                         | Namn                                                       | Land      |
| --------------------------------------------- | --------------------------------------------- | ---------------------------------------------------------- | --------- |
| Bästa 1-Minute Film                           | Call of Nature                                | Donal O’Dea                                                | Irland    |
| Bästa Animation                               | The Sprayer                                   | Farnoosh Abedi                                             | Turkiet   |
| Bästa Musikvideo                              | Krokodiltårar – Mäki                          | Rikard Westman                                             | Sverige   |
| Bästa Internationella Kortfilm                | Alex’s Machine                                | Claire Bonnefoy, Vincent Metzinger, Beata Saboova          | Frankrike |
| Bästa Internationella Kortfilm Skådespelare   | Der Bruder                                    | Roman Blumenschein – “Heinrich”                            | Tyskland  |
| Bästa Internationella Kortfilm Skådespelerska | Suicide Club                                  | Lubna Azabal – “Anita”                                     | Frankrike |
| Bästa Internationella Kortfilm Regi           | Alex’s Machine                                | Mael Le Mée                                                | Frankrike |
| Bästa Internationella Kortfilm Foto           | Opulence                                      | Denis Louis                                                | Frankrike |
| Bästa Internationella Kortfilm Manus          | Alex’s Machine                                | Mael Le Mée                                                | Frankrike |
| Bästa Internationella Kortdokumentär          | Black Wagon                                   | Adilet Karzhoev                                            | ?         |
| Bästa Internationella Långdokumentär          | Glimpse of My Soul                            | Yuri Shapochka, David Brower                               | USA       |
| Bästa Internationella Långfilm                | High on Life                                  | Sabina Kresic                                              | Kroatien  |
| Bästa Internationella Långfilm Regi           | High on Life                                  | Radislav Jovanov                                           | Kroatien  |
| Bästa Internationella Långfilm Skådespelare   | When the Seedlings Grow                       | Ehmed Arif Hecano – “Hüseyin”                              | Syrien    |
| Bästa Internationella Långfilm Skådespelerska | Malos Aires                                   | Luz Cipriota – “Camila”                                    | Spanien   |
| Bästa Internationella Långfilm Foto           | The Meaning Of A Ritual                       | Tom O’Keefe                                                | UK        |
| Bästa Internationella Långfilm Manus          | High on Life                                  | Radislav Jovanov                                           | Kroatien  |
| Bästa Nordiska Kortfilm                       | Daisy                                         | Matilda Höög, Daniel Hargot                                | Sverige   |
| Bästa Nordiska Kortfilm Skådespelare          | The Car Spotter                               | Mats Qviström – “Peo”                                      | Sverige   |
| Bästa Nordiska Kortfilm Skådespelerska        | Stand By                                      | Kimmie Falstrøm – “Stine”                                  | Danmark   |
| Bästa Nordiska Kortfilm Regissör              | Daisy                                         | Torbjörn Edwall                                            | Sverige   |
| Bästa Nordiska Kortfilm Foto                  | The Wake Up Chirp                             | Kaan Orgunmat & Simon Pedersen                             | Sverige   |
| Bästa Nordiska Kortfilm Manus                 | Daisy                                         | Torbjörn Edwall                                            | Sverige   |
| Bästa Nordiska Kortfilm Klipp                 | Shards from the Glass Ceiling                 | Karl Dalum                                                 | Danmark   |
| Bästa Nordiska Kortdokumentär                 | Asbjørn Høglund – A gatekeeper in the shadows | Elin Eriksen, Søgnhild Østvold, Lasse Dørumsgaard Stensrud | Norge     |
| Bästa Nordiska Långdokumentär                 | I’ll Come Home                                | Björn Rallare                                              | Sverige   |
| Kreativt Pris                                 | The Magic Scissors                            | Henric Hammarslätt                                         | Sverige   |
| Kreativt Pris                                 | Call of the Unseen                            | Henrik Pilerud                                             | Sverige   |
| Kreativt Pris                                 | Shards from the Glass Ceiling                 | Sabrina Aranguiz, Arjuna Alexander                         | Danmark   |
| Kreativt Pris                                 | Brothers                                      | Rasmus Sandager                                            | Danmark   |
| Bästa Skolfilm                                | Stadtmusik                                    | Hamburg Media School                                       | Tyskland  |
| Utsatthetspriset                              | The Man Who Couldn’t Die                      | Julius Telmer                                              | Danmark   |
| Visuellt Pris                                 | Summit                                        | Magnus Hertzberg                                           | Sverige   |
| Ljudbildspriset                               | If You Knew                                   | Filip Slotte                                               | Sverige   |
| Talangpriset                                  | If You Knew                                   | Filip Slotte                                               | Sverige   |
| Talangpriset                                  | Stand By                                      | Rebecca Schønberg                                          | Danmark   |
| Talangpriset                                  | The Meaning Of A Ritual                       | Elli Treptow                                               | Tyskland  |

### 2024
| Kategori                                   | Titel                                     | Namn                           | Land           |
| ------------------------------------------ | ----------------------------------------- | ------------------------------ | -------------- |
| Internationell Kortfilm Drama              | Six Years Three Months And Twelve Days    | Ilja Baumeier, Kathrin Wüscher | Schweiz        |
| Internationell Komedifilm                  | Au revoir Belmondo                        | Lisa Koh                       | Frankrike      |
| Internationell Kortfilm Skräck             | Mirror Lake                               | Agnes Persson                  | Sverige        |
| Internationell Kortfilm Dans – Folkdans    | METAI                                     | Laura Dičiūnaitė               | Litauen        |
| Internationell Kortfilm Dans – Modern Dans | Experience                                | Matic Eržen                    | Slovenien      |
| Internationell Animerad Film               | Often Wonder How A Silent World Would Be. | Miguel López                   | Spanien        |
| Internationell Romantisk Film              | La Mia Italia                             | Jay Manari                     | Storbritannien |
| Internationell Musikvideo                  | John DeMena – Eternal Eyes                | Ishan Shukla                   | USA            |
| Internationell Skolfilm                    | JUST WATER                                | Joel Engberg                   | Sverige        |
| Internationell Enminutsfilm                | KINOKARENINA                              | Andrii Makarchenko             | Ukraina        |
| Internationell Kortdokumentär              | UNCLE ALİ                                 | Ömür Gürgen                    | Turkiet        |
| Internationell Kortfilm Thriller           | Waking Up                                 | Mattias Olsson                 | Sverige        |
| Nordisk Kortfilm Drama                     | Amidst                                    | Pia Andell                     | Finland        |
| Nordisk Kortfilm Komedi                    | FILMMAKING IS HARD                        | Christofer Nilsson             | Sverige        |
| Nordisk Konstfilm Kort                     | Blankness                                 | Fredrik Carlsson               | Sverige        |
| Nordisk Kort Animerad Film                 | Dancing Amid Fire, Rising Above Ruins     | Essmat Sophie                  | Norge          |
| Nordisk Musikvideo                         | Canon – Knocked Out                       | Michael S.U. Hudson            | Sverige        |
| Nordisk Enminutsfilm                       | The Day He Became God                     | Mathias Kartveit Mikalsen      | Norge          |
| Nordisk Kortdokumentär                     | There is something about the forest       | Karim Golestaneh               | Sverige        |
| Specialpris Lokalt pris                    | Repris                                    | Teamet bakom filmen            | Sverige        |
| Specialpris Regionpriset                   | Säg det med ett leende                    | Teamet bakom filmen            | Sverige        |
| Specialpris Talangpris (Individuellt)      | A Young Mind                              | Pontus Beckman                 | Sverige        |
| Specialpris Talangpris (Team)              | Fragment                                  | Teamet bakom filmen            | Sverige        |